# Peleles
Peleles, est une telenovela chilienne diffusée en 2011 par Canal 13.

## Distribution

### Cast
- Cristián Campos - Felipe Tagle
- Claudio Arredondo - Alberto "Tito" Jara
- Mario Horton - Ignacio "Nacho" Varas
- Néstor Cantillana - Fabio Pizarro
- Daniel Alcaíno - Patricio "Pato" Carmona
- Carolina Arregui - Andrea Barahona
- Mariana Loyola - Pamela Leiva
- Francisca Imboden - Susana "Sussy" Leiva
- Blanca Lewin - Mónica Dávila (Villain)
- María José Bello - Daniela Acosta
- Adriano Castillo - José Santos Cabrera (Main Villain)
- María Elena Duvauchelle - Hilda Cáceres
- Pablo Schwartz - El Alemán ((fr): l'Allemand)
- Andrea Velasco - Valentina Tagle
- Cristóbal Tapia-Montt
- Mauricio Diocares
- Edinson Díaz
- Heidrun Breier
- Martín Castillo - Alberto "Titito" Jara Jr.
- Verónica Soffia - Paula Jara
- Francisco Braithwaite
- Vanessa Monteiro - Ximena
- Daniel Kiblisky

### Apparitions spéciales
- Ramón Llao - Arsenio Camacho (Villain)
- Vanessa Borghi - Acompañante de Santos
- Marco Da Silva - Guardia Brasileño ((fr): Guard brésilien)
- Loreto Valenzuela